# Batty Baseball
«Batty Baseball» (в русском переводе «День бейсбола» или «Сумасшедший бейсбол») — короткометражный мультипликационный комедийный фильм, выпущенный в 1944 году компанией Metro-Goldwyn-Mayer. Режиссёр Текс Эвери, мультипликаторы: Рэй Абрамс, Престон Блэйр, Эд Лав, композитор Скотт Брэдли.

## Сюжет
Мультфильм начинается с заголовка, без традиционной заставки MGM с головой льва. Действие происходит на стадионе, где идёт игра в бейсбол. Голос за кадром оживлённо комментирует происходящее на поле. На 20-й секунде фильма бегущий на экране игрок резко останавливается, смотрит в камеру и говорит: «Эй, подождите-ка! Ничего не забыли? Кто сделал этот мультик? Где заставка MGM, рычащий лев и всё такое?» Голос за кадром приносит извинения и начинается заставка MGM, следом за которой идут заглавные титры к фильму.
Всё действие картины разворачивается на стадионе и представляет собой набор гэгов, связанных с бейсболом и околоигровой тематикой. Сквозной темой проходит питчер, подающий мяч самыми невероятными способами, и ситуация, в которой чересчур шустрый кетчер ловит мяч прямо перед битой бьющего. В финале фильма кетчер попадает под биту бьющего и отправляется в Рай, где предстаёт сидящим на облаке. В руке у него табличка, на которой написано: «Грустный конец, правда?» (что является отсылом к гэгу из более раннего фильма Эвери «The Early Bird Dood It!» и частью общепризнанного фирменного стиля Текса Эвери).